# Žaškiv
Žaškiv (ukrajinsky Жашків; rusky Жашков – Žaškov) je město v Čerkaské oblasti na Ukrajině. Po administrativně-teritoriální reformě v červenci 2020 patří do Umaňského rajónu, do té doby byl centrem Žaškivského rajónu. Leží na potoce Torč, přítoku Hirského Tikyče, přítoku Tikyče, zdrojnice Syňuchy. Od Čerkas, správního střediska oblasti, je Žaškiv vzdálen 143 kilometrů na západ a od Kyjeva, hlavního města celé Ukrajiny, 137 kilometrů na jihozápad. V Žaškivu žije přibližně 14 tisíc obyvatel. V roce 2013 zde žilo 14 485 obyvatel.

## Dějiny
Žaškiv byl založen v roce 1636.
V době druhé světové války byl Žaškiv od 19. července 1941 do 7. října 1944 obsazen německou armádou.
V roce 1956 se Žaškiv stal městem.

### Rodáci
- Šmu'el Dajan (1891–1968), sionistický aktivista a izraelský politik